# San Isidro Tierras Blancas
San Isidro Tierras Blancas är en ort i Mexiko.   Den ligger i kommunen José Sixto Verduzco och delstaten Michoacán de Ocampo, i den centrala delen av landet, 270 km väster om huvudstaden Mexico City. San Isidro Tierras Blancas ligger 1 694 meter över havet och antalet invånare är 427.
Terrängen runt San Isidro Tierras Blancas är platt söderut, men norrut är den kuperad. Runt San Isidro Tierras Blancas är det ganska tätbefolkat, med 93 invånare per kvadratkilometer. Närmaste större samhälle är Abasolo, 14,1 km norr om San Isidro Tierras Blancas. Trakten runt San Isidro Tierras Blancas består till största delen av jordbruksmark.